# آب‌سنگ حلقوی بیکار
آب‌سنگ حلقوی بیکار (به لاتین: Bikar Atoll) یک آب‌سنگ حلقوی در جزایر مارشال است که در زنجیره رالیک واقع شده‌است. آب‌سنگ حلقوی بیکار خالی از سکنه است و ۶ متر بالاتر از سطح دریا واقع شده‌است.